# Gold River (Kalifornien)
Gold River ist ein census-designated place (CDP) im Sacramento County im US-Bundesstaat Kalifornien mit 7844 Einwohnern (Stand: 2020). Das Erhebungsgebiet hat eine Größe von gut 7 km².

## Persönlichkeiten
- Dan Lungren, Politiker
- Nasir Gebelli, Spieleentwickler